# ریو یی هیون
ریو یی هیون (کره‌ای: 류의현؛ زادهٔ ۱۵ آوریل ۱۹۹۹) بازیگر اهل کره جنوبی است. او در فیلم‌های مردی از هیچ‌کجا، یک فردای بهتر و مجموعه‌های تلویزیونی لویی پادشاه خرید و طلوع ماه در رودخانه ایفای نقش کرده است.